# دایره بورم
دایره بورم (به لاتین: Bourem Cercle) یک منطقهٔ مسکونی در مالی است که در استان گائو واقع شده‌است. دایره بورم ۴۳٬۰۰۰ کیلومتر مربع مساحت و ۱۱۵٬۹۵۸ نفر جمعیت دارد.